# Carl Luthander
Carl Fritiof Vaste Luthander, född 1 november 1879 i Motala, död 30 oktober 1967 i Högalid, Stockholm, var en svensk målare.
Han studerade för Richard Bergh och på Valands konstskola, Göteborg, och i utlandet på resor i Frankrike, Italien och Spanien. 
Han debuterade 1909 tillsammans med Mollie Faustman, Gösta Törneqvist och Frans Timén. Hans inriktning var landskapsmåleri eller Stockholmsmotiv i olja, särskilt från Södermalm och gärna med en flik av Mälaren i bakgrunden.
Han utförde även dekorationer till Strindbergs Kronbruden.
Han finns representerad på Moderna museet, Östergötlands länsmuseum, Linköping, Hälsinglands Museum, Norrköpings konstmuseum och Östersunds museum.
Carl Luthander är begraven på Sandsborgskyrkogården.

## Fotnoter
1. ↑  I folkbokföringen stavas namnet Karl Fritiof Vaste Luthander'"`UNIQ--ref-00000007-QINU`"'